# Madonna mit der Spindel

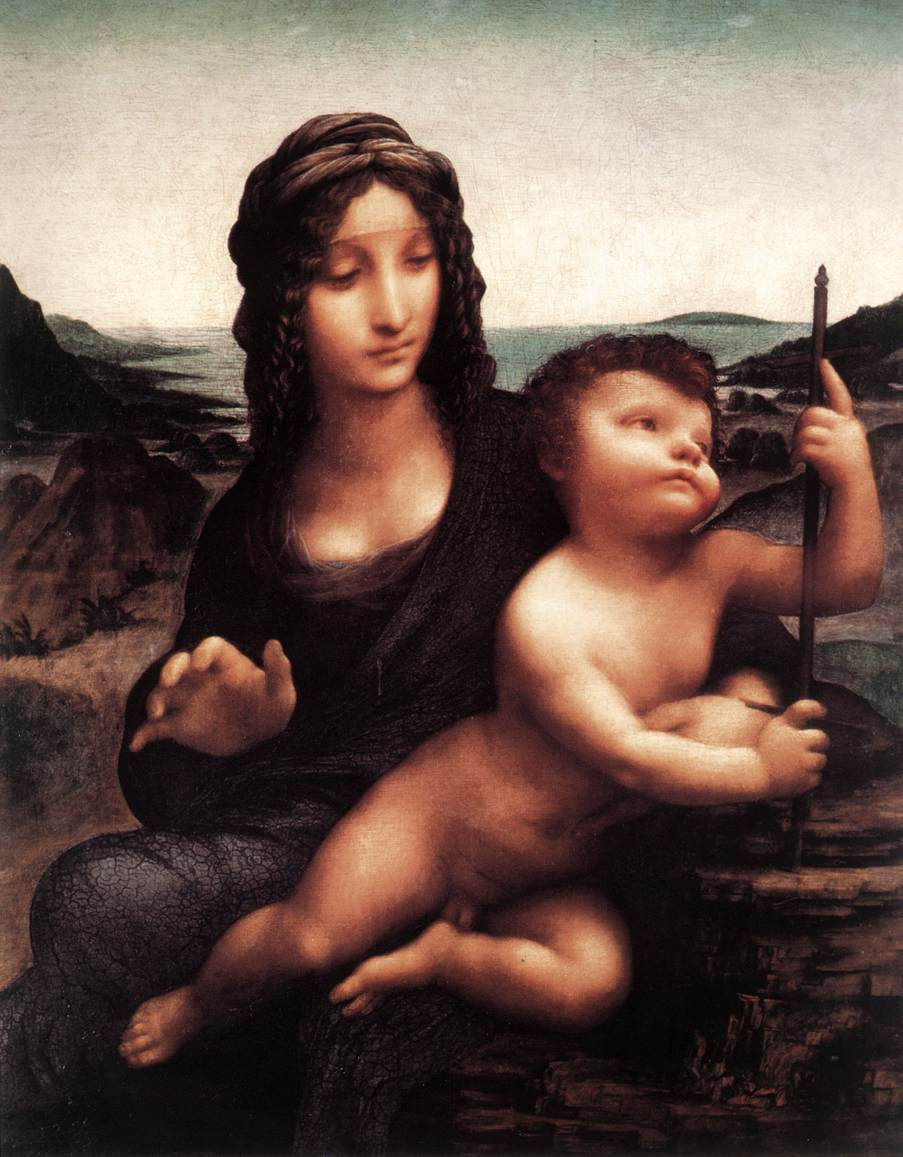
Madonna mit der Spindel, (Buccleuch version, Drumlanring Castle)

Die Madonna mit der Spindel ist ein Madonnenbild des Leonardo da Vinci. Das Bild der Maria mit dem Kinde wird nach einem der gemalten Hauptattribute auch allgemein als die Madonna mit der Spindel bezeichnet.

## Geschichte des Bildes
Die Zuschreibung als ein Werk Leonardos war lange umstritten. Bisher gingen Kunsthistoriker davon aus, dass das Original des Bildes nicht erhalten, und das Motiv nur durch Kopien überliefert ist.
Laut neuester Untersuchungen sind offenbar beide bisher als Kopien angesprochenen Gemälde tatsächlich Originale von Leonardo da Vinci. So weisen beide Gemälde unter der sichtbaren Schicht Vorzeichnungen auf, die in diversen schriftlichen Quellen detailliert beschrieben wurden (so z. B. einen Korb, Tiere und auch Fäden der Spindel), die jedoch bei beiden Gemälden final übermalt wurden. In beiden Fällen sind schöpferische Prozesse nachvollziehbar, die typisch für die Arbeitsweise da Vincis waren, der teilweise viele Jahre an einem einzigen Gemälde arbeitete. Kopien zeigen in der Regel solche Vorzeichnungen nicht. Es ist möglich, dass es kein weiteres Original gibt, von dem sich diese beiden Kopien ableiten. Vielmehr kann von zwei Originalen da Vincis desselben Themas ausgegangen werden, die technisch und hinsichtlich der verwendeten Materialien (z. B. das seltene und sehr teure Lapislazuli-Blau) exakt dem Stile Leonardos entsprechen.

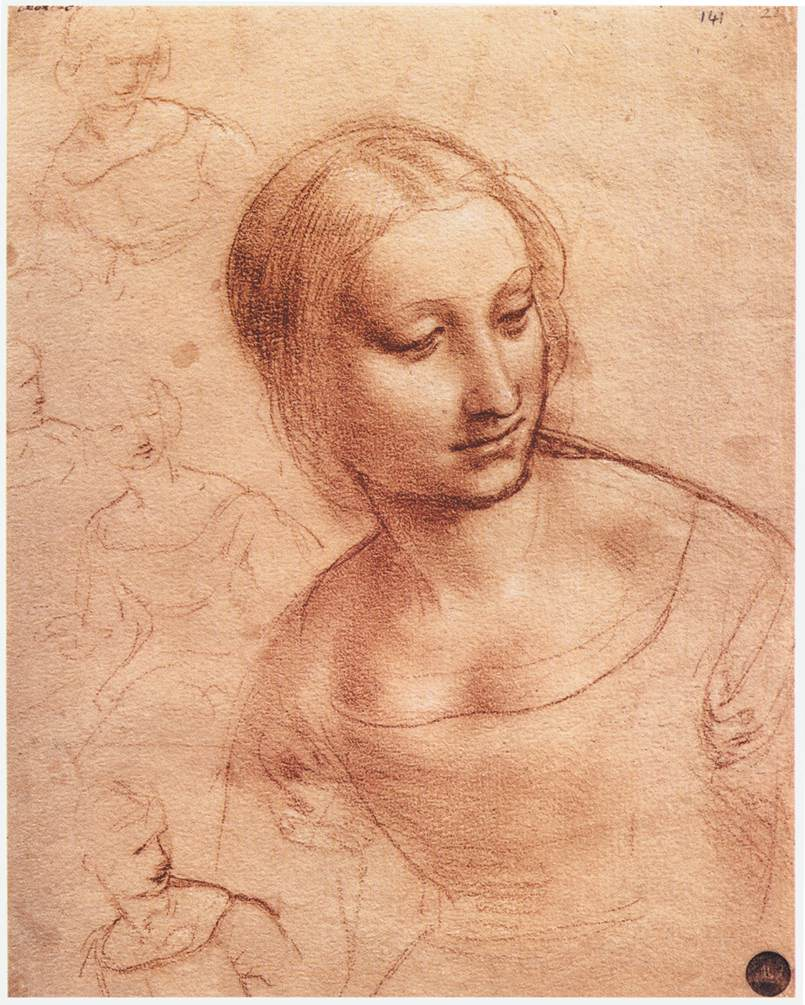
Vorzeichnung zur Madonna mit der Spindel, Uffizien, Florenz

Die älteste und einzige schriftliche Quelle zu dem Bild stammt von Pietro da Novellara, der es am 14. April 1501 in einem Brief an Isabella d’Este erwähnt:

„…eine Madonna, die dasitzt, als ob sie eine Spindel wickeln will, und das Kind, den Fuss in einem Spindelkörbchen, hat die Spindel genommen und betrachtet aufmerksam die vier Strahlen, welche das Kreuz darstellen sollen. Als ob es sich nach dem Kreuz sehnt, lacht es und hält die Spindel so fest, dass es ihm die Mutter nicht wegnehmen kann.“

Auftraggeber des Bildes war der Staatssekretär von Ludwig XII., Florimond I. Robertet. Weitere Dokumente sind derzeit nicht bekannt.
Es gibt eine vorbereitende Skizze die in der Sammlung der Accademia von Venedig aufbewahrt wird (Leonardo da Vinci, Study of Madonna with the Yarnwinder).

## Varianten
Es existieren insgesamt knapp 25 zeitgenössische Kopien des Bildes, alle mit mehr oder weniger geringfügigen Abweichungen. Es sind heute zwei Tafeln bekannt, von denen man annimmt, dass sie die verschollene Vorlage wiedergeben könnten und die von einigen Forschern als mögliche Originale betrachtet werden.  Bei diesen beiden Bildern gibt es, wie es sich bei röntgentechnologischen Untersuchungen gezeigt hat, Vorzeichnungen mit Kohle, Silberstift und mit Aquarellfarbe sowie diverse Pentimenti, wie sie auch für Leonardos Arbeitsweise typisch sind.

### Variante 1
- Gemalt um 1501–1510
- Öl auf Holz
- Abmessungen: 48,3 cm × 36,9 cm
- Sammlung Drumlanring Castle – Duke of Buccleuch

Diese Version ist der Kunstwissenschaft seit 1898 bekannt, als es im Burlington Club in London ausgestellt worden ist. Das Gemälde war bis 1809 verschollen, als es bei einer Auktion in Paris auftauchte, wo es der britische Aristokrat Marquess of Lansdowne ersteigerte. Das Bild geriet in die Schlagzeilen, als es am 27. August 2003 gestohlen wurde. Am 4. Oktober 2007 wurde das Bild bei einer Razzia der britischen Polizei in Glasgow sichergestellt.

### Variante 2
- Gemalt nach 1510 ?
- Öl auf Leinwand
- Abmessungen: 50,2 cm × 36,4 cm
- Verbleib: Privatsammlung, New York

Dieses Bild ist auch bekannt als Madonna Reford, da sich die Tafel lange Zeit in der Sammlung Reford in Montreal befunden hat. Sie gilt als etwas schwächer als die Tafel in Drumlanring Castle.
Bei der Restaurierung des Gemäldes wurde festgestellt, dass sie ursprünglich nicht auf Leinwand, sondern auf Holz gemalt wurde. Diese hat sich über die Zeit verzogen und die Malschicht beschädigt. Bei einer früheren Restaurierung wurde die Malschicht zunächst auf der Vorderseite auf eine Gaze übertragen, das Originalholz anschließend Schicht für Schicht entfernt, und das Gemälde auf eine Trägerleinwand übertragen. Diese Behandlung schädigte die Malschicht weiter, weswegen später wieder eine Holztafel untergeleimt wurde. Die Struktur der Gaze und der Leinwand hat sich dabei auf die Malschicht dauerhaft übertragen, was ursprünglich zu der Annahme führte, sie sei original auf Leinwand gemalt worden.

### Abweichungen
Beide Bilder weichen jedoch in entscheidenden Punkten von der Beschreibung des Novellara ab. Von dem von ihm erwähnten Spindelkörbchen ist auf beiden Bildern zwar keine Spur zu entdecken, ist aber bei der Röntgenuntersuchung auf beiden Bildern wieder zum Vorschein gekommen, ebenso wie die Spinnfäden. Das Hauptmotiv, das Haspel-Kreuz-Symbol ist von den Kopisten oder bei einer der späteren Restaurierungen in ein eindeutig zu erkennendes Holzkreuz abgeändert worden. Außerdem differieren die Hintergründe in beiden Bildern vollständig.